# 吉田村 (群馬県)
吉田村（よしだむら）は群馬県の南西部、甘楽郡に属していた村。

## 地理
- 山岳：大桁山、鍬柄山
- 河川：鏑川

## 歴史
- 1889年（明治22年）4月1日 町村制施行により、南蛇井村、神成村、上小林村、中沢村、蚊沼村が合併し北甘楽郡吉田村が成立する。
- 1950年（昭和25年）4月1日 北甘楽郡が甘楽郡と改称する。
- 1955年（昭和30年）4月1日 富岡市へ編入する。

## 交通

### 鉄道
- 上信電鉄
  - 上信線：南蛇井駅 - 千平駅

### 道路
- 国道254号（信州街道）
- 群馬県道48号下仁田安中倉渕線